# Anthrenus goliath
Anthrenus goliath là một loài bọ cánh cứng trong họ Dermestidae. Loài này được Saulcy in Mulsant & Rey miêu tả khoa học năm 1868.